# Folhammar
Folhammar, eller Fågelhammar som är det äldre namnet, är ett raukområde och naturreservat tre kilometer nordost om Ljugarn i Ardre socken på östra Gotland. Naturreservatet, som bildades 1974, är 77 hektar stort, varav 17 hektar är land och 60 hektar är vatten. Det sträcker sig längs stranden från Halsgårdeåns mynning söderut ned till Vitvärs fiskeläge, en sträcka på cirka 1,8 km. Raukfältet är cirka 500 meter långt och flera av raukarna är sex meter höga. Raukfältet är omgivet av klapperstensstränder. Den revkalksten som raukarna är uppbyggda av är rik på fossil, främst av stromatoporoidéer, s.k. "kattskallar" och sjöliljor.
Växtligheten domineras av den fridlysta växten martorn samt av örter som blåeld, fältsippa, klibbkorsört, sandsallat och vejde. På ett par platser återfinns bestånd av vresros. Reservatets inre delarna är bevuxna med barrskog. Vid Folhammar finns också grillplatser och stensatta trojaborgar.